# جيم ماكدونالد
جيم ماكدونالد (بالإنجليزية: Jim MacDonald)‏ هو سياسي أسترالي، ولد في 28 يونيو 1917، وتوفي في 6 مارس 1989. انتخب عضو الجمعية التشريعية فيكتوريا.